# François Malye
François Malye est un journaliste d'investigation français, né le 18 septembre 1958, travaillant pour l'hebdomadaire Le Point.

## Biographie
Journaliste depuis 1983, François Malye est grand reporter au magazine Le Point, spécialisé dans les questions de santé et les dossiers historiques. Il est l'auteur de nombreux livres d'enquêtes. En 2005, il a participé à la création du Forum permanent des sociétés de journalistes, regroupant les sociétés de rédacteurs d'une trentaine de médias français, pour veiller au respect des règles déontologiques. Il en est devenu le président, succédant au journaliste du Monde Jean-Michel Dumay.